# Julia Maitland
Julia Charlotte Maitland, geborene Barrett, Name in erster Ehe Thomas (* 21. Oktober 1808 in Richmond, London; † 29. Januar 1864 in Stour Provost, Dorset), war eine englische Schriftstellerin und Reisende sowie die Großnichte der Schriftstellerinnen Fanny und Sarah Burney. Sie und ihr erster Mann leiteten eine Jungenschule in Indien und setzten sich für ein nationales Bildungssystem für das Land ein.

## Leben
Julia Barrett war das älteste der fünf Kinder von Henry Barrett (1756–1843) und seiner Frau Charlotte, geborene Francis (1786–1870), der Nichte von Fanny Burney. Maitland war eine Favoritin der älteren Fanny, die ihren „very good sense, & a truly blyth juvenile love of humour“ hervorhob. Maitland und ihre Schwester Hetty († 1833) litten an Tuberkulose, und ihre Mutter brachte sie nach Frankreich und dann nach Italien, wo sie mit Fannys Schwester Sarah Burney in Kontakt kamen. Sarah Burney schrieb in ihrer Korrespondenz über sie und beschrieb Maitland regelmäßig als Schönheit. Julia Barrett erholte sich 1834 vollständig.
Zu den vielen Verehrern von Maitland gehörte auch Fanny Burneys Pfarrerssohn Alexander d’Arblay, doch zur Enttäuschung ihrer Familie heiratete sie stattdessen am 2. August 1836 einen Witwer mit Kindern, James Thomas († 1840). Thomas nahm sie mit nach Indien, wo er Richter in der Präsidentschaft von Madras war. Sie zogen 1837 nach Rajahmundry, wo sie eine Jungenschule unterhielten. Ihr Sohn James Cambridge Thomas wurde am 3. Februar 1839 geboren. Der schlechte Gesundheitszustand ihrer Tochter Henrietta Anne Thomas (* 1837) zwang sie im Dezember 1839 zur Rückkehr nach England.
Nach dem Tod ihres Mannes im Jahr 1840 heiratete Maitland am 5. November 1842 erneut Charles Maitland (1815–1866), einen Schriftsteller und anglikanischen Pfarrer in Lyndhurst, Hampshire. Sie bekamen eine Tochter, Julia Caroline (1843–1890). Maitland starb am 29. Januar 1864 im Haus ihres Schwiegersohns, Rev. David Wauchope, in Dorset, an Tuberkulose.

## Werke
Maitlands erste nennenswerte Veröffentlichung waren die 1843 anonym erschienenen Letters from Madras, During the Years 1836–1839, by a Lady (Briefe aus Madras, während der Jahre 1836–1839). Die von ihr und ihrem Mann in Rajahmundry geleitete Schule nahm Jungen verschiedener Kasten auf und unterrichtete sowohl auf Englisch als auch in der Landessprache. Die Schule war stark christlich geprägt und umstritten. Maitland richtete auch einen mehrsprachigen Leseraum ein und half bei der Gründung anderer Schulen in der Nähe. Das Buch endet mit einem Plädoyer für ein nationales Bildungssystem in Indien, das den Weg zur Modernisierung darstellt: „Wenn jeder Ort im Land eine arme kleine Schule wie die unsere hätte, würde das mit der Zeit etwas bewirken.“ Sie bemühte sich auch intensiv um das Erlernen der lokalen Sprachen, half bei der Hungerhilfe und untersuchte und verurteilte den südindischen Sklavenhandel.
Maitland schrieb später drei Bücher für Kinder, die alle zu ihrer Zeit sehr beliebt waren: Historical acting charades, or, Amusements for winter evenings (1847), The Doll and Her Friends, or Memoirs of the Lady Seraphina, illustriert von Hablot Knight Browne (1852), und Cat and Dog, or Memoirs of Puss and the Captain, illustriert von Harrison Weir (1854). Diese Bücher waren sowohl humorvoll als auch lehrreich und propagierten Höflichkeit, Wohlwollen und Großzügigkeit. Am Ende von Cat and Dog kommentierte sie: „Ich möchte Kater und Kapitän als Beispiel für eine neue und bessere Methode des «Lebens wie Katze und Hund» vorschlagen.“